# 鎌倉快之
鎌倉 快之（かまくら よしゆき）は、日本の情報学者・人間工学者。大阪工業大学情報科学部情報知能学科教授。博士（情報学）。日本人間工学会関西支部企画幹事。日本学術振興会R026先端計測技術の将来設計委員会学界委員。
専門は、生命情報科学・医療情報学・人間工学（特にヒューマンインタフェース、医用画像情報処理）、数理情報・プログラミング（C・Javaなど）。

## 経歴
2000年大阪工業大学情報科学部情報システム学科卒業。2005年同大学大学院情報科学研究科情報科学専攻博士後期課程修了、博士（情報学）。同志社大学文化情報学部助手などを経て、2012年大阪工業大学情報科学部情報システム学科に着任、同学科准教授。2025年同学部情報知能学科教授。
情報科学部学生プロジェクト「イメージサイエンスソフトウェア・Qtアプリケーション開発2014」の企画・指導を行っている。
主な所属学会は、電子情報通信学会、日本人間工学会、医用画像情報学会など。主な受賞は、医用画像情報学会内田論文賞(2014)、Best Paper Award (Regional Conference on Electrical and Electronics Engineering, ベトナム)。主な著書は「三次元画像センシングの新展開 - リアルタイム・高精度に向けた要素技術から産業応用まで」（分担執筆、エヌティーエス2015、学術書）、「車載HMIの開発動向と自動運転、ADASへの応用」（分担執筆、技術情報協会2019、学術書）。

## 主な研究
- 疾患病態イメージングに関する研究 - 大阪工業大学可視化ソフトウェア開発センターを利用した関西医科大学との共同研究[4]
- センシング技術を活用した内視鏡医療者の筋骨格系予防モニタリングシステムの開発 〜 マルチモーダル・AI技術の活用：順天堂大学・産業医科大学との共同研究
- 電子顕微鏡／MRIから得た連続断面画像からの三次元再構成を対象とした生体イメージングソフトウェアの開発 〜医用画像情報処理
- R-centipedeモデルを用いたトモグラフィー電子顕微鏡像からの輪郭抽出の高速化手法[5]
- 多重化電子透かしを利用した画像の改ざん検出および復元方法に関する研究
- 眼球停留関連電位P3潜時を用いたドライバ提示情報の認知負担評価[6] - 日産自動車との共同研究
- 非接触計測法（映像脈波計測）の拡張と低負担計測による生体信号との比較[7]

情報科学の国際交流啓蒙活動として、タマサート大学との国際PBL・インターンシップ学生受入等をサポートしている。